# Elena Afanas'eva
Elena Aleksandrovna Afanas'eva (in russo Елена Александровна Афанасьева?; Kulebaki, 1º marzo 1967) è un'ex mezzofondista russa, fino al 1991 sovietica.

## Palmarès

### Mondiali
- 1 medaglia:
  - 1 argento (Atene 1997 negli 800 m piani)

### Mondiali indoor
- 1 medaglia:
  - 1 argento (Barcellona 1995 negli 800 m piani)

### Europei
- 1 medaglia:
  - 1 oro (Budapest 1998 negli 800 m piani)

### Coppa del mondo
- 2 medaglie:
  - 1 argento (Johannesburg 1998 negli 800 m piani)
  - 1 bronzo (L'Avana 1992 negli 800 m piani)

## Altre competizioni internazionali
1995
- Coppa Europa di atletica leggera ( Villeneuve d'Ascq)

1997
- Coppa Europa di atletica leggera ( Monaco di Baviera)